# Europeisk sandboa
Europeisk sandboa (Eryx jaculus) är en ormart som beskrevs av Linné 1758. Den ingår i släktet Eryx och familjen boaormar.

## Utseende
En tämligen kort men kraftig orm med kort svans. Längden uppgår till mellan 40 och 80 cm. Huvudet som är litet och inte tydligt avsatt från resten av kroppen har små ögon med vertikala, springformade pupiller. Fjällen på nosen är breda och trekantiga för att underlätta för ormen att gräva ner sig. Ovansidan är grågul, gråaktig till rödbrun med distinkta, mörka fläckar. Buken är grå till rödaktig, även den med mörka fläckar.

## Ekologi
Arten är aktiv under grynig och skymning, och håller sig dold i markbeklädnaden, klippskrevor och gamla gnagarbon under dagen. Den föredrar öppna habitat som torra stäpper och halvöknar, gärna på lerjord eller stengrund. Mera sällan förekommer den på sandområden, i trädgårdar och vingårdar samt på flodslätter i bergen. I Kaukasus kan den gå upp till mellan 1 500 och 1 700 meters höjd. Arten sover vintersömn mellan november och mars.
Födan består av smågnagare, sovande ödlor och unga fåglar, som den dödar genom omslingring. Den kan även ta ryggradslösa djur som sniglar.
I augusti eller september föder honan mellan 6 och 20 levande ungar efter ungefär 5 månaders dräktighet. Vid födseln är de 14 till 20 cm långa och väger runt 8 g.

## Utbredning
Utbredningsområdet sträcker sig från Östeuropa (Bulgarien, Albanien och eventuellt Rumänien), Nordmakedonien, Grekland (inklusive många av öarna i den grekiska övärlden) över Turkiet till Kaukasien (södra Armenien, Azerbajdzjan, östra Georgien och södra Ryssland) samt över Irak, Iran, Syrien, Libanon, Israel, Jordanien och norra Saudiarabien till Nordafrika (Egypten, Libyen, Tunisien, Algeriet och Marocko). En tidigare population i Rumänien tros vara utdöd.

## Status
IUCN klassificerar arten som livskraftig ("LC"). Den är emellertid ingen vanlig art, och populationen minskar i delar av utbredningsområdet, speciellt i västra delarna. De främsta hoten utgörs av habitatförlust till följd av moderniserat jordbruk, föroreningar, insamling för kommersiell djurhandel och förföljese.

## Taxonomi
Tre underarter är kända:
- E. j. jaculus (Linné, 1758) – från Nordafrika till Israel och Syrien
- E. j. turcicus (Olivier, 1801) – från södöstra Europa till Kaukasus
- E. j. familiaris Eichwald, 1831 – förekommer i Dagestan och södra Kaukasus[1]